# فيوليت غراهام
فيوليت غراهام (بالإنجليزية: Violet Graham)‏ هي ممثلة بريطانية (وحملت سابقاً جنسية المملكة المتحدة لبريطانيا العظمى وأيرلندا)، ولدت في 1890 بإنجلترا في المملكة المتحدة، وتوفيت في 1967.

## وصلات خارجية
- فيوليت غراهام على موقع IMDb (الإنجليزية)
- فيوليت غراهام على موقع أول موفي (الإنجليزية)
- فيوليت غراهام على موقع كينوبويسك (الروسية)